# Yoshiko Okada
Yoshiko Okada (岡田嘉子 Okada Yoshiko?, 21 de abril de 1902 – 10 de febrero de 1992) fue una actriz japonesa que trabajo en obras teatrales y en películas, quién desertó a la Unión Soviética durante la década de 1930.

## Vida

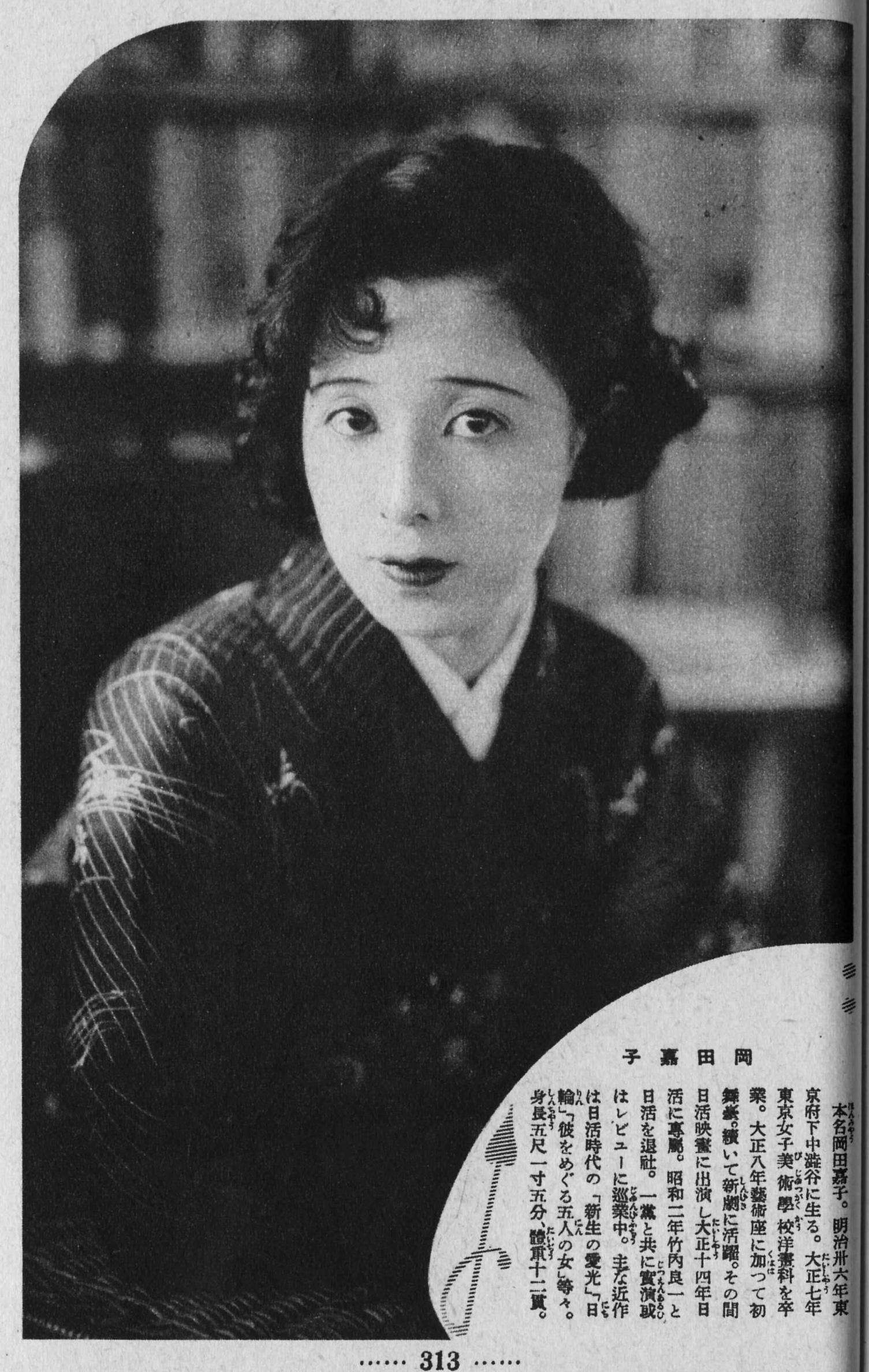
Yoshiko Okada en la década de 1920.

Yoshiko Okada nació en la Prefectura de Hiroshima en 1902. Hizo su primera aparición en la industria cinematográfica en los estudios Nikkatsu en la película Dokuro no mai dirigida por Eizō Tanaka. Más tarde empezó a trabajar en los estudios Shochiku, donde empezó a aparecer en varias películas entre 1932 y 1937.
El 3 de enero de 1938, Okada desertó a la Unión Soviética juntó con su amante, el director teatral y miembro del Partido Comunista Ryōkichi Sugimoto, en busca de la libertad del régimen militar del Imperio de Japón y la oportunidad de estudiar teatro con personas japonesas en la URSS. Sin embargo, Sugimoto fue arrestado y acusado de espionaje, y Okada pasó los siguientes 10 años en un campo de prisioneros.
Al final de su encierro, Okada empezó a trabajar en la Radio Moscú y llegó a estudiar en el Instituto Estatal de Artes Teatrales Lunacharsky. Ayudó a montar una obra de teatro y fue seleccionada para codirigir la película Ten Thousand Boys juntó con Boris Buneev, siendo un trabajo que ha sido llamado como "la primera película rusa sobre Japón que no pretende ser una representación del 'despiadado enemigo japonés'".
Regresó a Japón en 1972, donde hizo apariciones en obras teatrales, series de televisión y en películas, sin embargo, se estableció en la Unión Soviética en 1986, donde murió en 1992.

## Filmografía seleccionada
- 1932: La hija adoptiva – dir. Mikio Naruse
- 1933: Una mujer de Tokio – dir. Yasujirō Ozu
- 1934: Nuestra vecina, la señorita Yae – Yasujirō Shimazu
- 1935: Un albergue en Tokio – dir. Yasujirō Ozu
- 1976: Tora-san's Sunrise and Sunset – dir. Yoji Yamada